# Lagune de Grand-Lahou
Lagune de Grand-Lahou är en brackvattenlagun i Elfenbenskusten, bestående av de fyra delarna Lagune Tagba, Lagune Makey, Lagune Tadio och Lagune Niouzoumou. Den ligger i distrikten Lagunes och Gôh-Djiboua, i den södra delen av landet, 180 km söder om huvudstaden Yamoussoukro. Arean är 190 kvadratkilometer. Den sträcker sig 15,6 kilometer i nord-sydlig riktning, och 52,2 kilometer i öst-västlig riktning.
Floden Bandama mynnar i lagunen, som har förbindelse med Ébriélagunen via Canal d'Asagny och med Guineabukten.